# Amsterdam, Montana
Amsterdam är en så kallad census-designated place i Gallatin County i Montana. Vid 2010 års folkräkning hade Amsterdam 180 invånare.